# Mao (họ)
Mao (毛 hoặc 茅; bính âm: Máo) là một họ của người Trung Quốc và Triều Tiên (Hangul: 모; Hanja: 毛; Romaja quốc ngữ: Mo). Trong danh sách Bách gia tính họ Mao 毛 đứng thứ 106, và đứng thứ 87 ở Trung Quốc về mức độ phổ biến theo thống kê năm 2007. Còn họ Mao 茅 đứng thứ 119 trong Bách gia tính.

## Người Trung Quốc họ Mao 毛 nổi tiếng
- Mao Trạch Đông, cựu chủ tịch nước Cộng hòa Nhân dân Trung Hoa.
- Mao Thuấn Quân, diễn viên người Hồng Kông.

## Người Trung Quốc họ Mao 茅 nổi tiếng
- Mao Tử Nguyên, người sáng lập Bạch liên tông thời Nam Tống.
- Mao Thuẫn, nhà văn người Trung Quốc.
- Mao Tử Tuấn, diễn viên người Trung Quốc.